# Château de la Faucille
Le château de la Faucille est un château situé à L'Hôtellerie-de-Flée, en France.

## Localisation
Le château est situé dans le département français de Maine-et-Loire, sur la commune de L'Hôtellerie-de-Flée.

## Protections
Les « façades et toitures, l'escalier intérieur avec sa rampe en fer forgé, la chapelle, les façades et les toitures des communs, la fuie en totalité, le pont sur l'Oudon » sont inscrits au titre des monuments historiques en 1972. En outre, le château et le parc constituent un site naturel classé depuis un arrêté du 20 septembre 1973.